# Lista de livros de Caio Fernando Abreu
Esta é uma lista de livros publicados em língua portuguesa (e suas traduções, quando disponíveis) com a obra de Caio Fernando Abreu.

## Contos
- Inventário do Irremediável
  - 1. ed.: Porto Alegre: Movimento, 1970. Prêmio Fernando Chinaglia da União Brasileira de Escritores
  - 2. ed., refeita pelo autor e publicada com o título de Inventário do ir-remediável: Porto Alegre, Sulina, 1995.

- O Ovo Apunhalado
  - 1. ed.: Porto Alegre: Globo, 1975
  - 3. ed., revista pelo autor: Rio de Janeiro: Salamandra, 1984
  - 4. ed.: São Paulo, Siciliano, 1992.

- Pedras de Calcutá
  - 1. ed.: São Paulo: Alfa-Ômega, 1977
  - 2. ed., revista pelo autor: São Paulo: Companhia das Letras, 1996

- Morangos Mofados
  - 1. ed.: São Paulo: Brasiliense, 1982.
  - 9. ed., revista pelo autor: São Paulo, Companhia das Letras, 1995.
  - 10. ed.: Rio de Janeiro: Agir, 2005.

- Os Dragões não conhecem o Paraíso
  - São Paulo: Companhia das Letras, 1988. Prêmio Jabuti da Câmara Brasileira do Livro para melhor livro de contos.
    - Dragons. London: Boulevard, 1990. (Tradução para o inglês por David Treece).
    - Les dragons ne connaissent pas le paradis. Bruxelles: Editions Complexe, 1991. (Tradução para o francês por Claire Cayron e Alain Keruzoré).
    - I draghi non conoscono il paradiso. Pescara: Quarup, 2008. (Tradução para o italiano por Bruno Persico).

- Ovelhas Negras
  - 1. ed.: Porto Alegre: Sulina, 1995.
  - 2. ed.: Porto Alegre: L&PM, 2002. Coleção L&PM Pocket, 283. ISBN 978-85-254-1186-0.

## Novelas
- Triângulo das Águas
  - 1. ed.: Rio de Janeiro: Nova Fronteira, 1983. Prêmio Jabuti da Câmara Brasileira do Livro para melhor livro de contos.
  - 2. ed., revista pelo autor: São Paulo: Siciliano, 1993.

- As Frangas, novela infanto-juvenil. Ilustração de Rui de Oliveira.
  - 1. ed.: Rio de Janeiro: Globo, 1988. Medalha Altamente Recomendável da Fundação Nacional do Livro InfantoJuvenil.

## Romances
- Limite Branco
  - 1. ed.: Rio de Janeiro: Expressão e Cultura, 1971
  - 2. ed., revista pelo autor: São Paulo, Siciliano, 1994.

- Onde Andará Dulce Veiga?: um romance B.
  - 1. ed.: São Paulo: Companhia das Letras, 1990. Prêmio APCA para romance
    - Was geschah wirklich mit Dulce Veiga?: ein Low-Budget-Roman. St. Gallen; Berlin; São Paulo: Edition Diá, 1990. (Tradução para o alemão por Gerd Hilger).
    - Dov'è finita Dulce Veiga? Milano: Zanzibar, 1993. (Tradução para o italiano por Adelina Aletti).
    - Qu'est devenue Dulce Veiga? Paris: Editions Autrement, 1994. (Tradução para o francês por Claire Cayron).
    - Waar zit Dulce Veiga?: een b-roman. Baarn: De Prom, 1994. (Tradução para o holandês por Maartje de Kort).
    - Whatever happened to Dulce Veiga?: a B-novel. Austin: University of Texas Press, 2000. (Tradução para o inglês por Adria Frizzi).
    - ¿Dónde andará Dulce Veiga?: una novela B. Buenos Aires: Adriana Hidalgo, 2008. (Tradução para o espanhol por Claudia Solans).

## Teatro
- A Maldição do Vale Negro. Escrita em parceria com Luiz Arthur Nunes.
  - 1. ed.: Porto Alegre: IEL, 1988. Prêmio Molière de Melhor Autor de 1988.

- Teatro Completo (organização de Luiz Arthur Nunes)
  - 1. ed.: Porto Alegre: Sulina, 1997.

- Comunidade do Arco-Íris (edição infantojuvenil). Ilustrado por Victor Tavares.
  - 1. ed.: Rio de Janeiro: Nova Fronteira, 2013. ISBN 978-85-209-3299-5

## Tradução
- A Balada do Café Triste, de Carson McCullers, 1991.
- A Arte da Guerra, de Sun Tzu, 1995 (com Miriam Paglia).
- Assim Vivemos Agora, de Susan Sontag, 1995.

## Outros
- Estranhos Estrangeiros (contos e novelas)
  - 1. ed.: São Paulo: Companhia das Letras, 1996.

- Pequenas Epifanias (crônicas; organização de Gil França Veloso)
  - 1. ed.: Porto Alegre: Sulina, 1996.

- Girassóis (crônica, literatura infantojuvenil). Ilustrações de Paulo Portella Filho.
  - 1. ed.: São Paulo: Global, 1997.

- Fragmentos: 8 histórias e um conto inédito. Seleção de Luciano Alabarse.
  - 1. ed.: Porto Alegre: L&PM, 2000.

- Caio Fernando Abreu: cartas (correspondências). Organização de Italo Moriconi.
  - 1. ed.: Rio de Janeiro: Aeroplano, 2002.

- A vida gritando nos cantos (crônicas inéditas em livro).
  - 1. ed.: Rio de Janeiro: Nova Fronteira, 2012. ISBN 978-85-209-3178-3

- Poesias nunca publicadas de Caio Fernando Abreu. Organização de Letícia da Costa Chaplin e Márcia Ivana de Lima e Silva
  - 1. ed.: Rio de Janeiro: Record, 2012. ISBN 85-01-09814-0

- #Caio Fernando Abreu: de A a Z (citações)
  - 1. ed.: Rio de Janeiro: Nova Fronteira, 2013. ISBN 978-85-209-3494-4

### Antologias
- Mel & Girassóis. Seleção de Regina Zilberman.
  - 1. ed.: Porto Alegre: Mercado Aberto, 1988.

- Caio em 3D
  - o essencial da década de 70. Seleção de Valéria Sanalios e apresentação de Maria Adelaide Amaral.
    - 1. ed.: Rio de Janeiro: Agir, 2005.

  - o essencial da década de 80. Seleção de Valéria Sanalios e apresentação de Márcia Denser.
    - 1. ed.: Rio de Janeiro: Agir, 2005.

  - o essencial da década de 90. Seleção de Valéria Sanalios e apresentação de Marcelo Pen.
    - 1. ed.: Rio de Janeiro: Agir, 2006.

- Melhores contos: Caio Fernando Abreu. Seleção de Marcelo Secron Bessa
  - 1. ed.: São Paulo: Global, 2006. ISBN 978-85-260-1018-5.

- Além do ponto e outros contos. Seleção de Luís Augusto Fischer.
  - 1. ed.: São Paulo: Ática, 2010. ISBN 978-85-08-12774-0
- Contos Completos
  - 1. ed.: São Paulo: Companhia das Letras, 2018. ISBN: 9788535931280